# Дивоу
„Дивоу“ (Devo) е американска музикална група, сформирана в Акрън, Охайо през 1973 година. Един от най-големите им хитове е песента Whip It (1980), която достига позиция №14 в класацията „Хот 100“ на сп. „Билборд“. С времето стилът на групата се изменя, преминавайки през пънк, арт рок, пост-пънк и ню уейв. Тяхната музика и сценично поведение смесват кичозни научнофантастични теми, безизразен сюрреалистичен хумор и сатирични социални коментари. При изпълнението на често дисонантните им поп песни групата използва нестандартен синтетичен аранжимент и размер на такта. Музиката им оказва влияние върху други музиканти, главно творящи в областта на ню уейв, индъстриъл и алтернативния рок. Освен това „Дивоу“ е един от пионерите на музикалните клипове; клипът към „Whip It“ е пускан в доволно количество от „Ем-Ти-Ви“, когато ТВ каналът все още прохожда.